# Путевое здание
Путевое здание, линейное путевое здание (ЛПЗ) — жилое и служебное здание при железной дороге, служащая для временного или постоянного размещения персонала (железнодорожных строителей, линейных работников службы пути) и для обслуживания линейных нужд путевого хозяйства. ЛПЗ входит в путевое хозяйство и устраивается в полосе отвода железнодорожного пути вдоль административного делении линии.  
К таким ЛПЗ относят: дома дорожных мастеров, путевых бригадиров, путовых бригад, обходчиков, переездных и мостовых сторожей. Часть ЛПЗ стали типами населённых пунктов: железнодорожная будка, полуказарма, казарма, путевой пост, водокачка и т.п. 